# Melolontha tricostata
Melolontha tricostata är en skalbaggsart som beskrevs av Brenske 1903. Melolontha tricostata ingår i släktet Melolontha och familjen Melolonthidae. Inga underarter finns listade i Catalogue of Life.